# Hodinová věž v Tiraně
Hodinová věž v Tiraně (albánsky Kulla e Sahatit e Tiranës) patří mezi nejznámější pamětihodnosti albánského hlavního města, její zobrazení je součástí městského znaku Tirany. Věž, která stojí v jihovýchodním rohu Skanderbegova náměstí vedle Edhem Beyovy mešity, je od roku 1948 chráněná jako kulturní památka.

## Historie

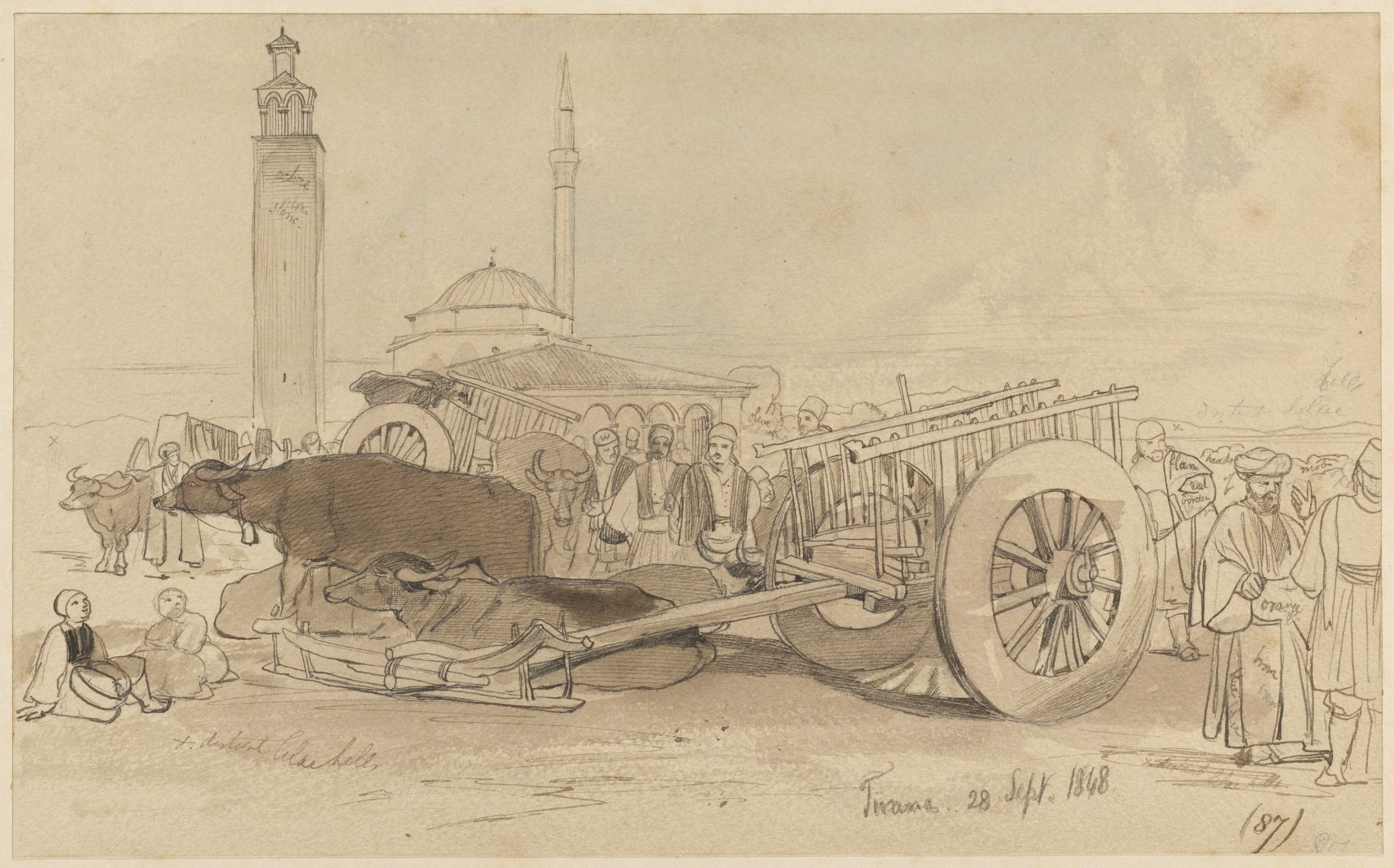
Hodinová věž a Edhem Beyova mešita na kresbě z roku 1848

Hodinovou věž nechal postavit vedle mešity, dokončené v roce 1823, osmanský albánský správce Hádží Edhem Bey, který pocházel z přední albánské šlechtické rodiny a byl potomkem Sulejmana paši Bargjiniho, jenž se v 17. století zasloužil o rozvoj Tirany. Na výstavbu věže přispěly nejbohatší kupecké rodiny z Tirany. Stavba byla dokončena v roce 1830. Na věži byl umístěn zvon, který vyzváněl každou hodinu.
Původně byla věž nižší, protože městská zástavba Tirany v 19. století sestávala z menších domů. Až ve druhé polovině dvacátých let 20. století byla věž po úpravě vrcholových partií podstatně zvýšena. Zvon byl nahrazen hodinovým strojem, vyrobeným v Německu. Během druhé světové války byly hodiny poškozeny a následně byly nahrazeny hodinami z kostela ve Škodře. V roce 1970 byly zakoupeny nové hodiny v Čínské lidové republice, s níž jinak mezinárodně izolovaný Hodžův komunistický režim udržoval výjimečné kontakty, a tyto hodiny zůstaly v provozu až do 21. století.